# Sint-Franciscuskerk (Heverlee)

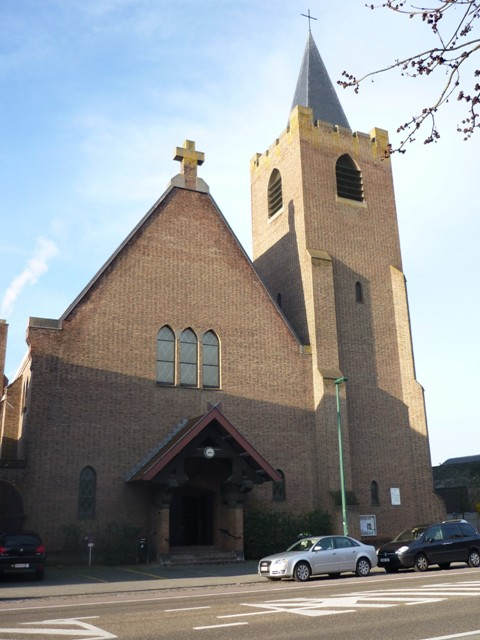
Sint-Franciscuskerk

De Sint-Franciscuskerk is de parochiekerk van de tot de Vlaams-Brabantse gemeente Leuven behorende plaats Heverlee, gelegen aan de Tiensesteenweg.

## Geschiedenis
In 1912 werd een parochie opgericht in de wijk Spaanse Kroon ten zuidoosten van de stad Leuven. Deze was aanvankelijk gewijd aan het Heilig Hart. Ook werd een meisjesschool opgericht waarin zich ook een noodkerk bevond. De definitieve kerk kwam mede tot stand onder invloed van de Liturgische Beweging. Het ontwerp van Albert Peynsaert, later toegeschreven aan Alexander Kropholler.

## Gebouw
Het betreft een zaalkerk met smalle zijgangen en een naastgebouwde toren. Het is een voorbeeld van typische baksteenarchitectuur. De nadruk binnen de kerkruimte ligt op het altaar, waar de eucharistieviering plaatsvindt.